# Domdomeh
Domdomeh (persiska: دمدمه) är en ort i Iran.   Den ligger i provinsen Ardabil, i den nordvästra delen av landet, 400 km nordväst om huvudstaden Teheran. Domdomeh ligger 2 249 meter över havet och antalet invånare är 242.
Terrängen runt Domdomeh är kuperad åt nordväst, men åt sydost är den bergig. Runt Domdomeh är det ganska glesbefolkat, med 45 invånare per kvadratkilometer. Närmaste större samhälle är Ābī Beyglū, 19,6 km norr om Domdomeh. Trakten runt Domdomeh består i huvudsak av gräsmarker.